# 圣索沃尔 (上索恩省)
圣索沃尔（法語：Saint-Sauveur，法語發音：[sɛ̃ sovœʁ] ⓘ）是法国上索恩省的一个市镇，属于吕尔区。

## 地理
圣索沃尔（47°48'14"N, 6°23'5"E）面积12.02 平方千米，位于法国勃艮第-弗朗什-孔泰大區上索恩省，该省份为法国东部内陆省份，北起顺时针与孚日省、贝尔福地区省、杜省、汝拉省、科多尔省和上马恩省接壤。
与圣索沃尔接壤的市镇（或旧市镇、城区）包括：弗鲁瓦德孔什、博东库尔、布勒什、拉沙佩勒-莱吕克瑟伊、呂克瑟伊萊班。

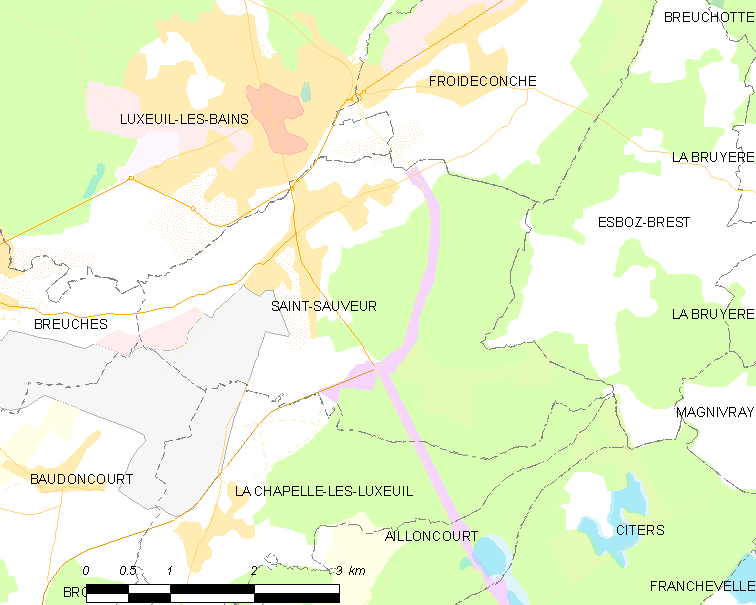
的OSM定位图

圣索沃尔的时区为UTC+01:00、UTC+02:00（夏令时）。

## 行政
圣索沃尔的邮政编码为70300，INSEE市镇编码为70473。

## 政治
圣索沃尔所属的省级选区为吕克瑟伊莱班县。

## 人口

1962-2008年间人口变化图示

圣索沃尔于2022年1月1日时的人口数量为1929人。